# Сильвестри, Марко
Марко Сильвестри (итал. Marco Silvestri; родился 2 марта 1991 года в Кастельново-не-Монти, Италия) — итальянский футболист, вратарь клуба «Удинезе».

## Карьера

### «Модена»
Марко начал свою футбольную карьеру в Академии местного клуба «Модена». Здесь он обучался футбольному мастерству и уже в 17 лет стал попадать в заявку «Модены» на матчи Серии B. Он дебютировал за «Модену» в сезоне 2009/10 в матче на Кубок Италии против «Новары». Основное время того матча завершилось вничью 1:1, по итогам дополнительного времени команды ещё по разу обменялись голами, а в серии пенальти оказались удачливее футболисты «Новары» — 4:2. В целом, тот футбольный сезон 19-летний Сильвестри провел номинальным третьим номером команды за спинами более опытных Энрико Альфонсо и Антонио Нарчизио.

### «Кьево» и аренды
В августе 2010 года Сильвестри перебрался в «Кьево» на правах аренды с правом выкупа половины прав на игрока, где стал основным голкипером Примаверы «летающих осликов» (команды из игроков не старше 20 лет). Помимо выступления за резерв, Сильвестри также привлекался к подготовке «Кьево» к матчам в Кубке Италии, однако эти поединки он наблюдал со скамейки запасных. По итогам прошедшего сезона руководство «Кьево» увидело в игроке перспективу и решило выкупить половину прав на него за 300 тысяч евро.
А уже в июле следующего года Сильвестри отправился в аренду в клуб Серии С1 «Новары». В команде он был призван заменить ушедшего в «Фиорентину» Никкола Манфредини. В итоге Сильвестри провел почти полноценный сезон, отыграв 27 из 34 матчей в чемпионате в основе, пропустив 36 голов.
«Кьево» полностью выкупает права на Сильвестри, заплатив ещё 150 тысяч евро. Следующий сезон Марко начал уже уровнем выше, будучи отданным в аренду в Серию B, на этот раз в команду «Падова». Первое время Марко был вынужден конкурировать за место голкипера номер один с Иваном Пеллицолли, однако в последний день трансферного окна Пелицолли перешёл в «Пескару». В итоге сезон Сильвестри заканчивал полноценным голкипером основы, в его активе 25 матчей, из которых 8 «на ноль», и 26 пропущенных мячей.
Перед сезоном 2013/14 руководство «Кьево» посчитало, что игрок созрел для конкуренции за место первого голкипера основной команды и его не стали снова отдавать в аренду. Однако Марко не сумел выиграть борьбу у более опытного Кристиана Пуджони, сыграв за основу «Кьево» лишь дважды в матчах Кубка Италии. 30 января 2014 года в поисках лучшей судьбы Сильвестри перебрался на правах аренды в «Кальяри». В «Кальяри» Сильвестри получил футболку с номером 1, но дожидался своего дебюта долгих три месяца и в итоге сыграл лишь 3 матча за клуб в конце сезона, впечатлив при этом своей игрой владельца клуба Массимо Челлино.

### «Лидс Юнайтед»
8 июля 2014 года Марко Сильвестри официально стал игроком английского «Лидс Юнайтед», подписав контракт сроком на 4 года. По сообщениям различных источников, примерная стоимость трансфера составила 500 тысяч евро.

### Сборная
Хорошая игра Сильвестри за резерв «Кьево» привлекла внимание тренера молодёжной сборной Италии Франческо Рокко и Марко был приглашен на ряд сборов и товарищеских матчей молодёжной «скуадры адзурры». В декабре 2009 года состоялся дебют игрока за молодёжную сборную Италии.